# チーフス (ラグビー)
チーフス（英: Chiefs）は、スーパーラグビー・パシフィック（旧称：スーパーラグビー）に参戦するニュージーランドのラグビーユニオンチーム。スポンサー企業名を冠して「ギャラガー・チーフス（Gallagher Chiefs）」ともいう。

## 概要
6つの州協会（カウンティーズ・マヌカウ、ワイカト、キングカントリー、テムズバレー、ベイオブ・プレンティー、タラナキ）を、フランチャイズに持つ（拠点としている）。
1996-1999シーズンのチーム名は「ワイカト・チーフス」。
本拠地はワイカトにあるワイカト・スタジアム（座席数25,800席）。チームカラーは黒・赤・黄の3色混合ユニフォーム。
スーパーラグビーにおける最高順位は、2012・2013シーズンの優勝。

## チーフス・マナワ
2022年から始まった女子のスーパーラグビー大会「スーパーラグビー・アウピキ」に出場する、女子15人制チームを「チーフス・マナワ（Chiefs Manawa）」という。旧名「チーフス・ワヒネ」。
「マナワ」は、「クラブの中心的な柱」を意味する 「マナ（mana）」と、「女性チームを最も特徴づける要素」を意味する「ワヒネ（wāhine）」からの造語。

## 歴史
1996年創設。
2009シーズンのスーパーラグビーでは9勝4敗のリーグ戦2位でプレーオフへ進出。準決勝でハリケーンズを破り決勝へ進むも、ブルズに61対17の大差で敗れ準優勝に終わった。
2012シーズンでは、ホーム最多勝利、ホーム連勝記録、シーズン連続勝利記録・最多得点・トライ記録で、スーパーラグビー優勝。
2013年、スーパーラグビー決勝でブランビーズを破り、連覇。
2013シーズンでは日本代表のリーチマイケルが加入したが、ケガによりまもなく日本に帰国。あらためて2015年から2017年まで在籍した。2016シーズンには、同じく日本代表の山下裕史が加入した。
2016年、システムセキュリティー企業ギャラガーが主要パートナーとなり、チーム名はギャラガー・チーフスとも呼ばれる。
2016年、ウェールズ代表との対戦で40対7で勝利。
2019年、スーパーラグビー（現：スーパーラグビー・パシフィック）において、プレーオフ8回連続出場を記録した。
2020年のスーパーラグビー・アオテアロアでは、8戦全敗となる。
2023年、スーパーラグビー・パシフィックでレギュラーシーズン1位となり、プレーオフに進出し準優勝。
2024年に来日し、2月4日に埼玉パナソニックワイルドナイツ、2月10日にクボタスピアーズ船橋・東京ベイと対戦。

## タイトル
- スーパー14準優勝 1回(2009年)
- スーパーラグビー優勝 2回(2012年、2013年)
- スーパーラグビー・アオテアロア準優勝 1回(2021年[17])
- スーパーラグビー・パシフィック準優勝 3回(2023年[14][15]・2024年・2025年)

## 成績

### スーパーラグビー戦績
| シーズン | 大会名                         | 試合数 | 勝 | 分 | 敗 | 順位 | 参加チーム数 | プレーオフ |
| -------- | ------------------------------ | ------ | -- | -- | -- | ---- | ------------ | ---------- |
| 1996     | スーパー12                     | 11     | 6  | 0  | 5  | 7位  | 12チーム     | ―          |
| 1997     | スーパー12                     | 11     | 4  | 0  | 7  | 11位 | 12チーム     | ―          |
| 1998     | スーパー12                     | 11     | 6  | 0  | 5  | 7位  | 12チーム     | ―          |
| 1999     | スーパー12                     | 11     | 5  | 0  | 6  | 6位  | 12チーム     | ―          |
| 2000     | スーパー12                     | 11     | 3  | 0  | 8  | 10位 | 12チーム     | ―          |
| 2001     | スーパー12                     | 11     | 6  | 0  | 5  | 6位  | 12チーム     | ―          |
| 2002     | スーパー12                     | 11     | 4  | 0  | 7  | 8位  | 12チーム     | ―          |
| 2003     | スーパー12                     | 11     | 2  | 0  | 9  | 10位 | 12チーム     | ―          |
| 2004     | スーパー12                     | 11     | 7  | 0  | 4  | 4位  | 12チーム     | ベスト4    |
| 2005     | スーパー12                     | 11     | 5  | 1  | 5  | 6位  | 12チーム     | ―          |
| 2006     | スーパー14                     | 13     | 7  | 1  | 5  | 7位  | 14チーム     | ―          |
| 2007     | スーパー14                     | 13     | 7  | 1  | 5  | 6位  | 14チーム     | ―          |
| 2008     | スーパー14                     | 13     | 7  | 0  | 6  | 7位  | 14チーム     | ―          |
| 2009     | スーパー14                     | 13     | 9  | 0  | 4  | 2位  | 14チーム     | 準優勝     |
| 2010     | スーパー14                     | 13     | 4  | 1  | 8  | 11位 | 14チーム     | ―          |
| 2011     | スーパーラグビー               | 16     | 6  | 1  | 9  | 10位 | 15チーム     | ―          |
| 2012     | スーパーラグビー               | 16     | 12 | 0  | 4  | 2位  | 15チーム     | 優勝       |
| 2013     | スーパーラグビー               | 16     | 12 | 0  | 4  | 1位  | 15チーム     | 優勝       |
| 2014     | スーパーラグビー               | 16     | 8  | 2  | 6  | 5位  | 15チーム     | ベスト6    |
| 2015     | スーパーラグビー               | 16     | 10 | 0  | 6  | 5位  | 15チーム     | ベスト6    |
| 2016     | スーパーラグビー               | 15     | 11 | 0  | 4  | 6位  | 18チーム     | ベスト4    |
| 2017     | スーパーラグビー               | 15     | 12 | 1  | 2  | 6位  | 18チーム     | ベスト4    |
| 2018     | スーパーラグビー               | 16     | 11 | 0  | 5  | 5位  | 15チーム     | ベスト8    |
| 2019     | スーパーラグビー               | 16     | 7  | 2  | 7  | 7位  | 15チーム     | ベスト8    |
| 2020     | スーパーラグビー・アオテアロア | 8      | 0  | 0  | 8  | 5位  | 5チーム      | ―          |
| 2021     | スーパーラグビー・アオテアロア | 8      | 5  | 0  | 3  | 2位  | 5チーム      | 準優勝     |
| 2022     | スーパーラグビー・パシフィック | 14     | 10 | 0  | 4  | 3位  | 12チーム     | ベスト4    |
| 2023     | スーパーラグビー・パシフィック | 14     | 13 | 0  | 1  | 1位  | 12チーム     | 準優勝     |
| 2024     | スーパーラグビー・パシフィック | 14     | 9  | 0  | 5  | 4位  | 12チーム     | 準優勝     |
| 2025     | スーパーラグビー・パシフィック | 14     | 11 | 0  | 3  | 1位  | 11チーム     | 準優勝     |

## スコッド
2025シーズンのスコッド（2025年1月現在）
| プロップ - シオネ・アヒオ - ジョージ・ダイアー - オーリー・ノーリス - ルーベン・オニール - ジャレド・プロフィット - アイダン・ロス フッカー - ブロディ・マカリスター - ブラッドレイ・スレーター - サミソニ・タウケイアホ ロック - ナイトア・アウ・クロイ - ジョシュ・ロード - フィティ・サ - マナアキ・セルビー＝リケット - ジミー・トゥポウ - トゥポウ・ヴァアイ | フランカー/No.8 - ケイラム・ボーシェー - ジェローム・ブラウン - サミペニ・フィナウ - ルーク・ジェーコブソン - シモン・パーカー - ウォレス・シティティ - マラチ・ウォランプリングアレック スクラムハーフ - コルテス・ラティマ - シャビエル・ロー - テ・トイロア・タフリオランギ フライハーフ - ジョシュ・ジェイコム - ダミアン・マッケンジー - ケイレブ・トラスク | センター - アントン・ライナートブラウン - ラメカ・ポイヒピ - ダニエル・ロナ - クィン・トゥパエア - ギデオン・ウランプリング ウイング - レロイ・カーター - エモニ・ナラワ - リアム・クームズファブリング フルバック - エテネ・ナナイ＝セツロ - ショーン・スティーブンソン |
| | | |
| はキャプテン。 | | |

## 歴代所属選手
- イアン・フォスター
- ディーン・アングレッシー
- ジョナ・ロムー
- ダニー・リー
- ロイス・ウイリス
- ニコラス・ホルテン
- アラン・バンティング
- ハレ・マキリ
- シチベニ・シビバツ
- ネイサン・ホワイト
- オーレ・アヴェイ
- アレキ・ルツイ
- スコット・マクラウド
- タニエラ・モア
- ソナ・タウマロロ
- フリッツ・リー
- デイビッド・ヒル
- スティーブン・ベイツ
- ニリ・ラトゥ
- ティム・ミケルセン
- アイザック・ボス
- ファイフィリ・レヴァヴェ
- ケーン・トンプソン
- マリー・ウィリアムス
- ブロディ・レタリック
- ジェームス・ウィルソン
- ロスアイザック
- ブライアン・アライヌウエセ
- ケイリブ・ラルフ
- フィル・バーリー
- トビー・スミス
- リアム・メッサム
- ヘイデン・ホップグッド
- サム・ヴァカ
- ロビー・ロビンソン
- ジャレッド・ペイン
- オーガスティン・プル
- リーバイ・アウムア
- ティム・ナナイ＝ウィリアムズ
- マアマ・バイプル
- ヨハン・バードゥル
- ジークフリート・フィシイホイ
- ジョーダン・ペイン
- ギャレス・アンスコム
- カール・タアイナカアフェ
- ベン・タメイフナ
- スティーブン・ドナルド
- マット・バンリーベン
- バンディー・アキ
- ボークコリン雷神
- リアム・スクワイア
- アサエリ・ティコイロトマ
- トム・マーシャル
- パウリアシ・マヌ
- リーチマイケル
- パトリック・オズボーン
- 山下裕史
- ジェームズ・ロウ
- サム・ヘンウッド
- セタ・タマニバル
- トゥムア・マヌ
- タウェラ・カー＝バーロー
- ジョニー・ファアウリ
- ルテル・ラウララ
- シルヴィアン・マフーザ
- サム・プラットリー
- アタアタ・モエアキオラ
- ミッチ・ジェイコブソン
- ベイリン・サリヴァン
- チェイス・ティアティア
- セフォ・カウタイ
- デーモン・レエスアス
- ネポ・ラウララ
- フィンレー・クリスティ
- タイラー・アードロン
- キニ・ナホロ
- リヴェス・レイハナ
- タレニ・セウ
- シアテ・トコラヒ
- アダム・トムソン
- アーロン・クルーデン
- ティアーン・ファルコン
- ショーン・ワイヌイ
- ソセフォ・アピコトア
- ラクラン・ボーシェー
- ミッチェル・ブラウン
- タナ・トゥハカライナ
- ラロミロ・ラロミロ
- アトゥナイサ・モリ
- ジョン・ライアン
- アンガス・タアバオ
- ブロディ・レタリック
- サム・ケイン
- ブラッド・ウェバー
- ブリン・ガットランド